# Pierre-Yves Mora
Pierre-Yves Mora est un scénariste et directeur artistique français.

## Biographie
Pierre-Yves Mora est connu pour la série L'Art du crime co-créée avec Angèle Herry-Leclerc, une série policière dans le monde de l'art diffusée sur la chaîne France 2, interprétée par Eléonore Bernheim et Nicolas Gob. Pierre-Yves Mora est un passionné de l'histoire de l'art, et la particularité de la série permet de découvrir à chaque épisode un tableau d'un peintre, l'origine de ce tableau où la vie de cet artiste. Selon Pierre-Yves Mora et Angèle Herry-Leclerc, la série « fait passer l’art en contrebande en l’enrobant d’un crime ». Parmi les acteurs de la quatrième saison, on retrouve Stéphane Bern.
Outre L'Art du crime, Pierre-Yves Mora et Angèle Herry-Leclerc ont collaboré précédemment sur plusieurs séries, notamment Nina et Boulevard du Palais.
Pierre-Yves Mora fait également partie de la Guilde française des scénaristes. En 2020, il déplore sur Europe 1, le manque de protection des auteurs.

## Filmographie

### Télévision
- 2008 : Diane femme flic
- 2011-2012 : Julie Lescaut
- 2012-2014 : Boulevard du palais
- 2013 : Chérif[6]
- 2016 : Nina
- 2015-2022 : L'Art du crime